# Hassmyra
Hassmyra is een plaats in de gemeente Sala in het landschap Västmanland en de provincie Västmanlands län in Zweden. De plaats heeft 63 inwoners (2005) en een oppervlakte van 20 hectare. Hassmyra wordt omringd door zowel landbouwgrond als bos en ligt aan het meer Fläcksjön. Bij de plaats staat de Odendisastenen, ook staat er een kerk in Hassmyra. De stad Sala ligt zo'n vijftien kilometer ten noordoosten van het dorp.